# Prowincja Medio Campidano
Medio Campidano (ofic. wł. Provincia del Medio Campidano) – w latach 2001–2016 prowincja włoska (jedna z rekordowej liczby 110 prowincji z lat 2009–2016). 
Była częścią regionu Sardynia, dzieliła się na 28 gmin.